# Rasmus Bjerg
Rasmus Bjerg, född den 28 juli 1976 i Kolding, är en dansk skådespelare.
Bjerg har bland annat medverkat i filmerna Den gränslöse och Emma & Totte: Min första vän där han spelade Emmas pappa.

## Filmografi (i urval)
- 2008 – Resan till Saturnus
- 2009–2010 – Livvakterna (TV-serie)
- 2014 – 1864 (TV-serie)
- 2022 – Harmonica (TV-serie)
- 2024 – Den gränslöse
- 2025 – Emma & Totte: Min första vän